# William Hindman
William Hindman (ur. 1 kwietnia 1743, zm. 19 stycznia 1822 w Baltimore, Maryland) – amerykański polityk, prawnik i rolnik .

## Życiorys
W latach 1793–1799 był przedstawicielem stanu Maryland w Izbie Reprezentantów Stanów Zjednoczonych najpierw w 1793 roku jako reprezentant drugiego okręgu wyborczego, a następnie przez trzy dwuletnie kadencje Kongresu Stanów Zjednoczonych jako przedstawiciel nowo utworzonego siódmego okręgu wyborczego.
W latach 1800–1801 z ramienia Partii Federalistycznej zasiadał w Senacie Stanów Zjednoczonych również jako przedstawiciel stanu Maryland.